# Finner
 For alternative betydninger, se Finne. (Se også artikler, som begynder med Finne)
Finner (finsk: suomalaiset; svensk: finländare) er traditionelt betegnelsen for folk, der bor i Finland. Parallelt hermed henviser betegnelsen til et folkeslag, der historisk set er associeret med Finland eller Fennoskandia.
Som det gælder for de fleste folkeslag, er der flere definitioner på finner. I alle definitioner indgår imidlertid den finsktalende del af den finske befolkning. Man ser også ofte, at den finsktalende del af Sveriges befolkning hører til finnerne, mens det er mere kontroversielt, at nogle også medregner den svensktalende befolkningsgruppe i Finland. Andre mindre grupper, der nogle gange henregnes til finnerne, er kvenerne i Norge, tornedalerne på den svenske side af Torne älv samt finskingermanlændingene i Rusland. Finnerne kan opdeles efter dialekt i stammer (finsk: heimo), men denne opdeling har mistet meget af sin betydning med de øgede indre vandringer i det seneste århundrede.
Lingvistisk er finsk, der tales af majoriteten af finnerne, et uralsk sprog og tættest beslægtet med estisk og karelsk, mens svensk, der tales af de svensktalende finner, er helt forskelligt fra finsk, idet dette sprog tilhører den indoeuropæiske sproggruppe. Finsk har låneord fra svensk, germanske sprog og andre indoeuropæiske sprog, mens svensk kun har enkelte låneord fra finsk.
Nogle forskere har hævdet, at finner genetisk set "har vist sig at afvige betragteligt fra andre europæiske befolkningsgrupper". De er dog tæt beslægtede med andre europæere; deres særpræg henføres til en lav befolkningstæthed i deres forhistorie.